# Kunstnernes Hus
Kunstnernes Hus es una galería de arte en Oslo, Noruega. Es la más grande galería de Noruega, bajo la dirección de los artistas ha servido como un importante centro de exposiciones de arte contemporáneo noruego e internacional. También es un destacado ejemplo de arquitectura funcionalista y casas de la Oficina de Arte Contemporáneo de Noruega. El edificio está situado en Wergelandsveien 17, frente al parque del palacio Real. Fue construida en 1929 e inaugurada al siguiente año.